# Aspidogyne mystacina
Aspidogyne mystacina är en orkidéart som först beskrevs av Heinrich Gustav Reichenbach, och fick sitt nu gällande namn av Leslie Andrew Garay. Aspidogyne mystacina ingår i släktet Aspidogyne och familjen orkidéer. Inga underarter finns listade i Catalogue of Life.